# Série mondiale féminine de rugby à sept
Pour les articles homonymes, voir Series.
Ne doit pas être confondu avec Série mondiale masculine de rugby à sept.
La série mondiale féminine de rugby à sept (connues successivement en tant qu'IRB Women's Sevens World Series de 2012 à 2015, World Rugby Women's Sevens Series de 2015 à 2019, World Rugby Sevens Series de 2019 à 2023 sans mention de la catégorie féminine, puis SVNS à partir de 2023) est une série de tournois internationaux de rugby à sept, en catégorie féminine, organisée par World Rugby.
Elle a lieu chaque année depuis 2012-2013, succédant à la Challenge Cup organisée en 2011-2012.

## Histoire
Les World Rugby Women's Sevens Series, contrepartie des World Rugby Sevens Series organisés pour les hommes, ont été créés en premier lieu pour fournir une compétition d'élite entre les différentes nations féminines de rugby, préparatoire à la deuxième Coupe du monde de rugby à sept féminine de 2013, et pour développer le rugby à sept dans la perspective de la création d'une compétition olympique en 2016 et en faire un produit commercial rentable pour World Rugby.
Comme chez les hommes, un classement général est établi à l'issue de chaque tournoi où les équipes nationales accumulent des points en fonction de leurs résultats.
Pour la saison 2012-2013, les tournois sont au nombre de quatre et se déroulent de novembre 2012 à mai 2013. Les deux premiers furent organisés à Dubai et aux États-Unis, en parallèle avec les tournois masculins. Les deux autres furent organisés en Chine et aux Pays-Bas.
Pour la deuxième saison 2013-2014, cinq tournois furent organisés ; un sixième avait été annoncé, mais il n'eut pas lieu. Toutes les nations ayant accueilli un tournoi en 2012-2013 conservent leur organisation dans cette deuxième saison, auxquelles s'ajoutent le Brésil.
Les Women's Sevens Series passe à six tournois en 2014-2015. Les tournois de Dubaï, du Brésil, des États-Unis, et des Pays-Bas restent au programme, contrairement au tournoi de Chine. Deux nouvelles étapes sont organisées par le Canada et à Londres.
Pour la saison 2015-2016, année olympique, la première étape se dispute toujours à Dubaï en parallèle du tournoi masculin. Les étapes de Londres et Amsterdam disparaissent, remplacées par une nouvelle étape en France jouée au stade Gabriel-Montpied de Clermont-Ferrand où est organisé le tournoi final. L'étape américaine déménage à Atlanta.

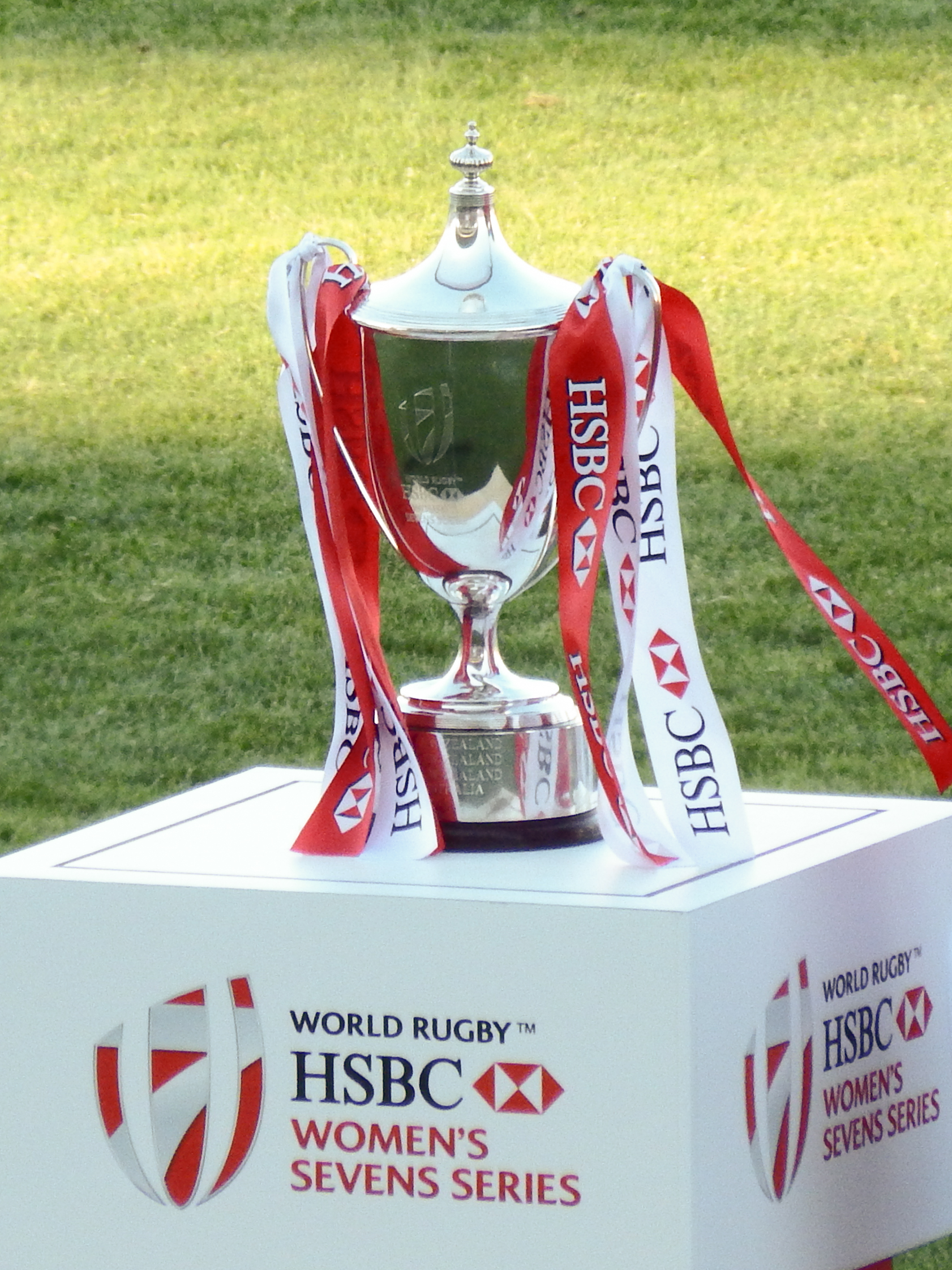
Le trophée des World Sevens Series, avant d'être remis au vainqueur à l'issue de la saison 2016-2017.

En 2016-2017, ce sont les trois premières étapes qui sont organisées avec les tournois masculins de Dubaï, Sydney (nouvelle étape féminine en remplacement du tournoi du Brésil) et Las Vegas (nouvelle localisation). Une nouvelle étape est organisée au Japon, avant les deux dernières au Canada et en France sur les mêmes sites que la saison précédente.
La saison 2017-2018, préparatoire à la Coupe du monde de juillet 2018 à San Francisco, voit l'annulation du tournoi américain. Les étapes japonaise et canadienne sont maintenues, tandis que le tournoi final est regroupé avec le masculin début juin au stade Jean-Bouin à Paris.
Un sixième tournoi est instauré pour la saison 2018-2019 : les États-Unis se voient ainsi attribuer l'étape d'ouverture de la saison, qui sera disputée à Glendale ; ceux de Dubaï, Sydney, Kitakyushu, Langford et Paris sont maintenus.
La saison 2019-2020 fait l'objet d'un remaniement majeur : le nombre d'étapes est porté à huit, tandis que les tournois d'Afrique du Sud, de Nouvelle-Zélande et de Hong Kong font leur apparition. Six des étapes féminines sont dorénavant organisées de manière conjointe avec leurs homologues masculines,. Par ailleurs, World Rugby annonce en octobre 2019 la parité dans l'appellation des compétitions mondiales masculine et féminine ; la désignation des Coupes du monde n'évoque alors plus la catégorie dans son intitulé ; cette évolution s'applique également aux World Sevens Series.
Néanmoins, cette saison est marquée par la pandémie de Covid-19 ayant conduit à l'annulation des trois dernières étapes du tournoi ; les classements généraux sont de fait figés, décernant ainsi le titre de champion aux Néo-Zélandaises. Par ailleurs, aucune équipe permanente n'est reléguée au terme de cette saison. L'organisation de la saison 2020-2021 est quant à elle profondément modifiée : la tenue des étapes de Dubaï, sud-africaine, australienne et néo-zélandaise sont par avance abandonnées,. Malgré de premiers plans pour organiser une saison 2021 en cinq étapes féminines, la situation sanitaire conduit graduellement à l'annulation des tournois ; les séries sont finalement annulées et remplacées par des tournois sur invitation au Canada, en marge du tournoi masculin.
La série mondiale doit faire son retour pour la saison 2022 ; en plus d'une double édition d'ouverture à Dubaï, un tournoi d'Espagne inédit en deux étapes dans les villes de Malaga et Séville ainsi qu'une délocalisation du tournoi de France à Toulouse composent les nouveautés.
World Rugby instaure une nouvelle identité pour la compétition à partir de la saison 2023-2024, l'édition pré-olympique avant les Jeux olympiques de 2024 : le nom officiel de la compétition devient SVNS, tandis que le format est remanié avec sept tournois classiques et un tournoi final permettant de sacrer le champion et désignant les quatre équipes jouant le barrage de relégation contre les meilleures équipes du Sevens Challenger. Par ailleurs, les calendriers masculin et féminin sont pour la première fois totalement harmonisés.
La série mondiale est à nouveau remaniée en vue de la saison 2025-2026, avec un format en trois divisions sur une phase préliminaire, puis une phase finale ; le format des catégories masculine et féminine reste harmonisé :
- en 3e division, huit équipes s'affrontent en un tournoi unique, afin de qualifier deux équipes vers la 1re division ;
- en 2e division, six équipes s'affrontent en trois tournois ;
- en 1re division, huit équipes s'affrontent en six tournois ;
- une phase finale sous le titre de championnat du monde (World Championship), rassemble les huit équipes de 1re division et les quatre meilleures équipes de 2e division sur trois tournois afin de déterminer le titre de champion du monde.

## Identité visuelle

Évolution du logo
Logo de 2012 à 2015.
Logo de 2015 à avril 2018.
Logo d'avril 2018 à 2019.
Logo de 2019 à juillet 2023.
Logo instauré en juillet 2023.

## Parrainage
Contrairement à la série mondiale masculine, qui bénéficie d'un commanditaire du nom de HSBC, la compétition féminine ne disposait pas initialement de sponsor. À partir de la saison 2015-2016, la compétition est parrainée par HSBC.

## Format

### Déroulement d'un tournoi
Pour chaque tournoi, les 12 équipes sont réparties en poules de 4 équipes qui se rencontrent une fois chacune. Les points sont attribués en fonction du résultat du match comme suit :
- Victoire : 3 points
- Égalité : 2 points
- Défaite : 1 point
- Forfait : 0 point

En cas d'égalité on départage les équipes selon les règles suivantes :
1. Le vainqueur du match des 2 équipes à égalité
2. La différence de points marqués et reçus durant la poule
3. La différence d'essais marqués et reçus durant la poule
4. Tirage au sort

Trois trophées sont remis à chaque tournoi : la Cup qui récompense le vainqueur du tournoi, la Plate, la Bowl.
Les tournois se jouent sur deux journées et chaque match se déroule en deux mi-temps de sept minutes, sauf les finales qui se disputent en deux mi-temps de dix minutes.

### Classement général
Le classement de la saison est déterminé par les points gagnés à chaque tournoi. Le nombre de points attribués a évolué depuis les premières éditions, lors de la saison 2014-2015, ils sont comptabilisés comme suit :
- Cup :
  - Vainqueur (1er du tournoi) : 20 points
  - Finaliste : 18 points
  - Troisième : 16 points
  - Quatrième : 14 points

- Plate :
  - Vainqueur (5e) : 12 points
  - Finaliste : 10 points
  - Demi-finaliste gagnant : 8 points
  - Demi-finaliste gagnant : 6 points

- Bowl :
  - Vainqueur (9e) : 4 points
  - Finaliste : 3 points
  - Demi-finaliste gagnant : 2 points
  - Demi-finaliste gagnant : 1 point

Si deux ou plusieurs équipes sont à égalité à la fin de la saison on les départage selon les règles suivantes :
1. La différence de points marqués et reçus durant la saison
2. Le nombre d'essais durant la saison
3. S'il n'y a toujours pas de différence, les équipes sont considérées comme ex æquo.

### Équipes permanentes
Au début de chaque saison, un groupe d'équipes permanentes (ou core teams en anglais) est désignée en fonction des performances de ces équipes lors de l'édition précédente. Chacune de ces équipes est alors assurée de participer à chaque tournoi de l'édition courante.
La saison 2012-2013 commence avec six équipes permanentes.
En 2013-2014, ce nombre passe à 8, les quarts de finalistes de la Coupe du monde de rugby à sept féminine de 2013. L'équipe du Brésil est invitée à participer à tous les tournois de la saison 2013-2014, à l'initiative de l'IRB pour aider au développement du rugby féminin dans le pays organisateur des Jeux olympiques d'été de 2016.
Pour la saison 2014-2015, le nombre d'équipes permanentes augmente à 11. Les sept premières équipes de la saison 2013-2014 reçoivent le statut de core team. Quatre équipes supplémentaires sont issues d'un tournoi de qualification rassemblant 12 équipes organisé à Hong Kong les 12 et 13 septembre 2014.
World Rugby n'annonce pas tous les détails du système de qualification pour les séries à venir, si ce n'est que les 9 premières équipes du classement 2014-2015 pourraient conserver leur statut en 2015-2016, avec un tournoi de qualification mondial en Septembre 2015.
Les 11 équipes permanentes pour 2022 sont :
| - Angleterre - Australie - Brésil | - Canada - Espagne - États-Unis | - Fidji - France - Irlande | - Nouvelle-Zélande - Russie |

## Palmarès
| Saison    | Tournois                                             | Championne                                           | Deuxième                                             | Troisième                                            |
| --------- | ---------------------------------------------------- | ---------------------------------------------------- | ---------------------------------------------------- | ---------------------------------------------------- |
| 2012-2013 | 4                                                    | Nouvelle-Zélande                                     | Angleterre                                           | Canada                                               |
| 2013-2014 | 5                                                    | Nouvelle-Zélande                                     | Australie                                            | Canada                                               |
| 2014-2015 | 6                                                    | Nouvelle-Zélande                                     | Canada                                               | Australie                                            |
| 2015-2016 | 5                                                    | Australie                                            | Nouvelle-Zélande                                     | Canada                                               |
| 2016-2017 | 6                                                    | Nouvelle-Zélande                                     | Australie                                            | Canada                                               |
| 2017-2018 | 5                                                    | Australie                                            | Nouvelle-Zélande                                     | France                                               |
| 2018-2019 | 6                                                    | Nouvelle-Zélande                                     | États-Unis                                           | Canada                                               |
| 2019-2020 | 8                                                    | Nouvelle-Zélande                                     | Australie                                            | Canada                                               |
| 2020-2021 | Édition annulée en raison de la pandémie de Covid-19 | Édition annulée en raison de la pandémie de Covid-19 | Édition annulée en raison de la pandémie de Covid-19 | Édition annulée en raison de la pandémie de Covid-19 |
| 2021-2022 | 7                                                    | Australie                                            | France                                               | Fidji                                                |
| 2022-2023 | 7                                                    | Nouvelle-Zélande                                     | Australie                                            | États-Unis                                           |
| 2023-2024 | 8                                                    | Australie                                            | France                                               | Nouvelle-Zélande                                     |

## Éditions

### Saison 2021-2022
| No | Équipe               | Points |
| -- | -------------------- | ------ |
| 1  | Australie            | 80     |
| 2  | France               | 60     |
| 3  | Fidji                | 60     |
| 4  | Irlande              | 60     |
| 5  | Nouvelle-Zélande (T) | 57     |
| 6  | États-Unis           | 56     |
| 7  | Canada               | 40     |
| 8  | Russie               | 37     |
| 9  | Angleterre           | 33     |
| 10 | Espagne              | 26     |
| 11 | Brésil               | 24     |
| 12 | Grande-Bretagne      | 15     |
| 13 | Pologne              | 9      |
| 14 | Belgique             | 5      |
| 15 | Écosse               | 4      |
| 16 | Afrique du Sud       | 3      |
| 17 | Japon                | 2      |
| 18 | Portugal             | 1      |
| 19 | Mexique              | 1      |

| Date                     | Étape         | Lieu                                | Vainqueur        |
| ------------------------ | ------------- | ----------------------------------- | ---------------- |
| 26 au 27 novembre 2021   | Dubaï (1re)   | The Sevens Stadium, Dubaï           | Australie        |
| 3 au 4 décembre 2021     | Dubaï (2e)    | The Sevens Stadium, Dubaï           | Australie        |
| 21 au 23 janvier 2022    | Espagne (1re) | Stade Ciudad de Malaga (es), Malaga | États-Unis       |
| 28 au 30 janvier 2022    | Espagne (2e)  | Stade de La Cartuja, Séville        | Australie        |
| 30 avril au 1er mai 2022 | Canada        | Stade Starlight, Langford           | Australie        |
| 20 au 22 mai 2022        | France        | Stade Ernest-Wallon, Toulouse       | Nouvelle-Zélande |

| Légende                               | Légende |
| ------------------------------------- | ------- |
| Abbreviations : - T : tenant du titre |         |
| Qualifiée pour l'édition 2023         |         |
| Reléguée                              |         |
| Equipe non permanente                 |         |

### Saison 2019-2020
| No | Équipe               | Points |
| -- | -------------------- | ------ |
| 1  | Nouvelle-Zélande (T) | 96     |
| 2  | Australie            | 80     |
| 3  | Canada               | 80     |
| 4  | France               | 70     |
| 5  | États-Unis           | 66     |
| 6  | Russie               | 40     |
| 7  | Fidji                | 38     |
| 8  | Angleterre           | 36     |
| 9  | Espagne              | 28     |
| 10 | Irlande              | 15     |
| 11 | Japon                | 8      |
| 12 | Brésil (P)           | 6      |
| 13 | Chine                | 4      |
| 14 | Afrique du Sud       | 3      |

| Date                   | Étape            | Lieu                               | Vainqueur        |
| ---------------------- | ---------------- | ---------------------------------- | ---------------- |
| 5 au 6 octobre 2019    | États-Unis       | Infinity Park, Glendale            | États-Unis       |
| 5 au 7 décembre 2019   | Dubaï            | The Sevens Stadium, Dubaï          | Nouvelle-Zélande |
| 13 au 15 décembre 2019 | Afrique du Sud   | Cape Town Stadium, Le Cap          | Nouvelle-Zélande |
| 25 au 26 janvier 2020  | Nouvelle-Zélande | Waikato Stadium, Hamilton          | Nouvelle-Zélande |
| 1er au 2 février 2020  | Australie        | Western Sydney Stadium, Parramatta | Nouvelle-Zélande |
| 2 au 3 mai 2020        | Canada           | Stade Westhills, Langford          | tournoi annulé   |
| 30 au 31 mai 2020      | France           | Stade Jean-Bouin, Paris            | tournoi annulé   |
| 16 au 18 octobre 2020  | Hong Kong        | Hong Kong Stadium, Hong Kong       | tournoi annulé   |

| Légende | Légende |
| --- | ------- |
| Abbreviations : - T : tenant du titre - P : promu à la suite du Tournoi de qualification de Hong Kong 2019 - Q : qualifié à la suite des Sevens Challenger Series 2020 |         |
| Qualification Sevens World Series 2020-2021 |         |
| Qualifiée pour l'édition 2022 |         |
| Qualifiée pour l'édition 2022 |         |
| Reléguée |         |
| Equipe non permanente |         |
| Qualification pour le Tournoi olympique 2020 |         |
| Qualifiée aux 4 premières places des World Series 2018-2019 |         |
| Autre qualifiée : places attribuées au Japon, pays organisateur, et lors de tournois qualificatifs par continent                                                       |         |
| Non qualifiée |         |

### Saison 2018-2019
| No | Équipe                    | Points |
| -- | ------------------------- | ------ |
| 1  | Nouvelle-Zélande          | 100    |
| 2  | États-Unis                | 100    |
| 3  | Canada                    | 94     |
| 4  | Australie (T)             | 86     |
| 5  | France                    | 70     |
| 6  | Angleterre                | 50     |
| 7  | Russie                    | 48     |
| 8  | Irlande                   | 41     |
| 9  | Espagne                   | 36     |
| 10 | Fidji                     | 21     |
| 11 | Chine (P)                 | 21     |
| 12 | Écosse                    | 2      |
| 13 | Japon                     | 1      |
| -  | Kenya                     | 1      |
| -  | Mexique                   | 1      |
| -  | Papouasie-Nouvelle-Guinée | 1      |

| Date                   | Étape      | Lieu                                 | Vainqueur        |
| ---------------------- | ---------- | ------------------------------------ | ---------------- |
| 20 au 21 octobre 2018  | États-Unis | Infinity Park, Glendale              | Nouvelle-Zélande |
| 29 au 30 novembre 2018 | Dubaï      | The Sevens Stadium, Dubaï            | Nouvelle-Zélande |
| 1 au 2 février 2019    | Australie  | Sydney Showground Stadium, Sydney    | Nouvelle-Zélande |
| 20 au 21 avril 2019    | Japon      | Mikuni World Stadium, Kitakyushu     | Canada           |
| 11 au 12 mai 2019      | Canada     | Stade Westhills, Langford            | Nouvelle-Zélande |
| 15 au 16 juin 2019     | France     | Parc des sports d'Aguiléra, Biarritz | États-Unis       |

Source : World Rugby
| Légende | Légende |
| --- | ------- |
| Abbreviations : - T : tenant du titre - P : promu à la suite du Tournoi de qualification de Hong Kong 2018 |         |
| Qualification Sevens World Series 2019-2020                                                                |         |
| Qualifiée pour l'édition 2019-2020 et pour le Tournoi olympique 2020[23]                                   |         |
| Qualifiée pour l'édition 2019-2020                                                                         |         |
| Reléguée                                                                                                   |         |
| Equipe non permanente                                                                                      |         |

### Saison 2017-2018
| No | Équipe               | Points |
| -- | -------------------- | ------ |
| 1  | Australie            | 92     |
| 2  | Nouvelle-Zélande (T) | 90     |
| 3  | France               | 68     |
| 4  | Canada               | 60     |
| 5  | États-Unis           | 56     |
| 6  | Russie               | 46     |
| 7  | Espagne              | 43     |
| 8  | Angleterre           | 32     |
| 9  | Fidji                | 31     |
| 10 | Irlande              | 29     |
| 11 | Japon (P)            | 10     |

| Date                             | Étape     | Lieu                             | Vainqueur        |
| -------------------------------- | --------- | -------------------------------- | ---------------- |
| 30 novembre au 1er décembre 2017 | Dubaï     | The Sevens Stadium, Dubaï        | Australie        |
| 26-28 janvier 2018               | Australie | Sydney Football Stadium, Sydney  | Australie        |
| 21 au 22 avril 2018              | Japon     | Mikuni World Stadium, Kitakyushu | Nouvelle-Zélande |
| 12 au 13 mai 2018                | Canada    | Stade Westhills, Langford        | Nouvelle-Zélande |
| 8 au 10 juin 2018                | France    | Stade Jean-Bouin, Paris          | Nouvelle-Zélande |

Source : World Rugby
| Légende | Légende |
| --- | ------- |
| Abbreviations : - T : tenant du titre - P : promu à la suite du Tournoi de qualification de Hong Kong 2017 |         |
| Qualification Sevens World Series 2018-2019                                                                |         |
| Qualifiée pour l'édition 2018-2019                                                                         |         |
| Reléguée                                                                                                   |         |
| Equipe non permanente                                                                                      |         |

### Saison 2016-2017
| No | Équipe           | Points |
| -- | ---------------- | ------ |
| 1  | Nouvelle-Zélande | 116    |
| 2  | Australie (T)    | 100    |
| 3  | Canada           | 98     |
| 4  | Fidji            | 66     |
| 5  | Russie           | 66     |
| 6  | États-Unis       | 62     |
| 7  | France           | 60     |
| 8  | Angleterre       | 37     |
| 9  | Irlande (P)      | 34     |
| 10 | Espagne          | 19     |
| 11 | Brésil (P)       | 13     |

| Date                 | Étape      | Lieu                                     | Vainqueur        |
| -------------------- | ---------- | ---------------------------------------- | ---------------- |
| 1 au 2 décembre 2016 | Dubaï      | The Sevens Stadium, Dubaï                | Nouvelle-Zélande |
| 3 au 4 février 2017  | Australie  | Sydney Football Stadium, Sydney          | Canada           |
| 3 au 5 mars 2017     | États-Unis | Sam Boyd Stadium, Las Vegas              | Nouvelle-Zélande |
| 22 au 23 avril 2017  | Japon      | Mikuni World Stadium, Kitakyushu         | Nouvelle-Zélande |
| 27 au 28 mai 2017    | Canada     | Stade Westhills, Langford                | Nouvelle-Zélande |
| 24 au 25 juin 2017   | France     | Stade Gabriel-Montpied, Clermont-Ferrand | Nouvelle-Zélande |

Source: World Rugby (archived)
| Légende                                                                                              | Légende |
| --- | ------- |

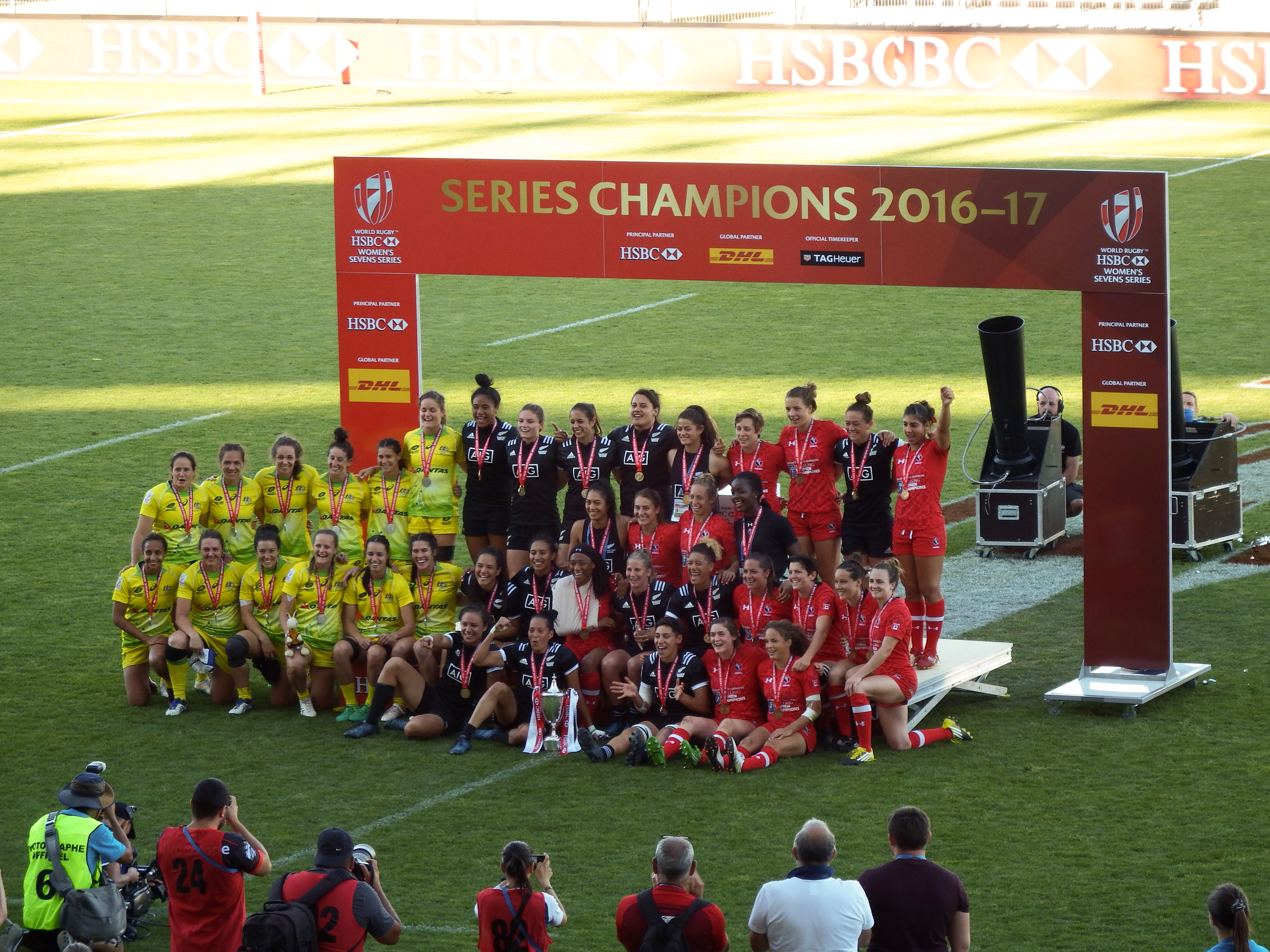
Présentation du podium après la dernière étape de la saison : Nouvelle-Zélande, Australie, Canada.

| Abbreviations : - T : tenant du titre - P : promu à la suite du tournoi des Jeux olympiques 2016[26] |         |
| Qualification Sevens World Series 2017-2018                                                          |         |
| Qualifiée pour l'édition 2017-2018                                                                   |         |
| Non qualifiée directement                                                                            |         |
| Qualification Coupe du monde de rugby à sept 2018                                                    |         |
| Déjà qualifiée (pays hôte et demi-finalistes 2013)                                                   |         |
| Qualifié (4 premières places des World Series 2016-2017 hors équipes déjà qualifiées)[27]            |         |

### Saison 2015-2016
| No | Équipe               | Points |
| -- | -------------------- | ------ |
| 1  | Australie            | 94     |
| 2  | Nouvelle-Zélande (T) | 80     |
| 3  | Canada               | 74     |
|    | Angleterre           | 74     |
| 5  | France               | 60     |
| 6  | États-Unis           | 46     |
| 7  | Russie               | 42     |
| 8  | Fidji                | 34     |
| 9  | Espagne              | 28     |
| 10 | Japon (P)            | 12     |
| 11 | Brésil (a)           | 12     |
| 12 | Irlande (P)          | 11     |

| Date                  | Étape      | Lieu                                     | Vainqueur  |
| --------------------- | ---------- | ---------------------------------------- | ---------- |
| 3 au 4 décembre 2015  | Dubaï      | The Sevens Stadium, Dubaï                | Australie  |
| 20 au 21 février 2016 | Brésil     | Arena Barueri, São Paulo                 | Australie  |
| 8 au 9 avril 2016     | États-Unis | Fifth Third Bank Stadium, Kennesaw       | Australie  |
| 16 au 17 avril 2016   | Canada     | Stade Westhills, Langford                | Angleterre |
| 28 au 29 mai 2016     | France     | Stade Gabriel-Montpied, Clermont-Ferrand | Canada     |

Source : World Rugby
| Légende                                                                                                | Légende |
| --- | ------- |
| Abbreviations : - T : tenant du titre - P : promu à la suite du tournoi de qualification de Dublin[28] |         |
| Qualification Sevens World Series 2016-2017                                                            |         |
| Qualifiée pour l'édition 2016-2017                                                                     |         |
| Équipe permanente non qualifiée directement                                                            |         |
| Equipe non permanente                                                                                  |         |
Notes:

(a) L'équipe du Brésil, équipe non permanente, n'a pas participé pas aux étapes des États-Unis et de France

### Saison 2014-2015
| No | Équipe               | Points |
| -- | -------------------- | ------ |
| 1  | Nouvelle-Zélande (T) | 108    |
| 2  | Canada               | 96     |
| 3  | Australie            | 94     |
| 4  | Angleterre (a)       | 76     |
| 5  | États-Unis           | 76     |
| 6  | France (P)           | 72     |
| 7  | Russie               | 60     |
| 8  | Fidji (P)            | 32     |
| 9  | Espagne              | 26     |
| 10 | Brésil (b)           | 20     |
| 11 | Chine (P)            | 13     |
| 12 | Afrique du Sud (P)   | 9      |

| Date                 | Étape      | Lieu                               | Vainqueur        |
| -------------------- | ---------- | ---------------------------------- | ---------------- |
| 4 au 5 décembre 2014 | Dubaï      | The Sevens Stadium, Dubaï          | Nouvelle-Zélande |
| 7 au 8 février 2015  | Brésil     | Arena Barueri, São Paulo           | Nouvelle-Zélande |
| 14 au 15 mars 2015   | États-Unis | Fifth Third Bank Stadium, Kennesaw | Nouvelle-Zélande |
| 18 au 19 avril 2015  | Canada     | Stade Westhills, Langford          | Nouvelle-Zélande |
| 15 au 16 mai 2015    | Angleterre | The Stoop et Twickenham, Londres   | Australie        |
| 22 au 23 mai 2015    | Pays-Bas   | NRCA Stadium, Amsterdam            | Canada           |

| Légende | Légende |
| --- | ------- |
| Abbreviations : - T : tenant du titre - P : promu à la suite du tournoi de qualification de Hong Kong de septembre 2014 |         |
| Qualification Sevens World Series 2015-2016                                                                             |         |
| Qualifiée pour l'édition 2015-2016 et pour le Tournoi olympique 2016                                                    |         |
| Qualifiée pour l'édition 2015-2016                                                                                      |         |
| Équipe permanente non qualifiée directement                                                                             |         |
| Equipe non permanente                                                                                                   |         |
Notes:

(a) Après accord entre les trois nations de Grande-Bretagne (Angleterre, Écosse, Galles), l'Angleterre, équipe la mieux classée des trois lors de l'édition 2013-2014, représente la Grande-Bretagne en vue des qualifications olympiques.
(b) L'équipe du Brésil, équipe non permanente, n'a pas participé pas à l'étape d'Amsterdam

### Saison 2013-2014
| No | Équipe               | Points |
| -- | -------------------- | ------ |
| 1  | Nouvelle-Zélande (T) | 96     |
| 2  | Australie            | 92     |
| 3  | Canada               | 80     |
| 4  | Angleterre           | 60     |
| 5  | Russie               | 56     |
| 6  | Espagne              | 41     |
| 7  | États-Unis           | 38     |
| 8  | France               | 21     |
| 9  | Fidji                | 18     |
| -  | Brésil (I)           | 18     |
| 13 | Irlande              | 11     |

| Date                   | Étape      | Lieu                                         | Vainqueur        |
| ---------------------- | ---------- | -------------------------------------------- | ---------------- |
| 28 au 29 novembre 2013 | Dubaï      | The Sevens Stadium, Dubaï                    | Australie        |
| 15 au 16 février 2014  | États-Unis | Fifth Third Bank Stadium, Kennesaw           | Nouvelle-Zélande |
| 21 au 22 février 2014  | Brésil     | Arena Barueri, São Paulo                     | Australie        |
| 5 au 6 avril 2014      | Chine      | Guangzhou University Town Stadium, Guangzhou | Nouvelle-Zélande |
| 16 au 17 mai 2014      | Pays-Bas   | NRCA Stadium, Amsterdam                      | Nouvelle-Zélande |

| Légende                                                                              | Légende |
| ------------------------------------------------------------------------------------ | ------- |
| Abbreviations : - T : tenant du titre - I : invitée à participer à tous les tournois |         |
| Qualification Sevens World Series 2014-2015                                          |         |
| Qualifiée pour l'édition 2014-2015                                                   |         |
| Équipe permanente non qualifiée directement                                          |         |
| Equipe non permanente                                                                |         |

### Saison 2012-2013
| No | Équipe               | Points |
| -- | -------------------- | ------ |
| 1  | Nouvelle-Zélande (C) | 74     |
| 2  | Angleterre (C)       | 60     |
| 3  | Canada (C)           | 52     |
| 4  | États-Unis (C)       | 48     |
| 5  | Australie (C)        | 46     |
| 6  | Russie               | 40     |
| 7  | Pays-Bas (C)         | 30     |
| 8  | Afrique du Sud       | 27     |
| 9  | Espagne              | 26     |
| 10 | Brésil               | 12     |
| -  | Irlande              | 12     |

| Date                             | Étape      | Lieu                                         | Vainqueur        |
| -------------------------------- | ---------- | -------------------------------------------- | ---------------- |
| 30 novembre au 1er décembre 2012 | Dubaï      | The Sevens Stadium, Dubaï                    | Nouvelle-Zélande |
| 1er au 2 février 2013            | États-Unis | BBVA Compass Stadium, Houston                | Angleterre       |
| 30 au 31 mars 2013               | Chine      | Guangzhou University Town Stadium, Guangzhou | Nouvelle-Zélande |
| 17 au 18 mai 2013                | Pays-Bas   | NRCA Stadium, Amsterdam                      | Nouvelle-Zélande |

| Légende                                            | Légende |
| -------------------------------------------------- | ------- |
| Abréviations : - C : core team (équipe permanente) |         |
Note:
- Ce classement n'a pas servi à qualifier d'équipes pour l'édition 2013-2014. Les quarts de finalistes de la Coupe du monde de rugby à sept féminine de 2013 ont gagné le statut d'équipes permanentes[1].

## Récompenses individuelles
| Saison    | Tournois                                             | Meilleure réalisatrice                               | Meilleure marqueuse                                  | Joueuse de l'année                                   |
| --------- | ---------------------------------------------------- | ---------------------------------------------------- | ---------------------------------------------------- | ---------------------------------------------------- |
| 2012-2013 | 4                                                    | Portia Woodman (105)                                 | Portia Woodman (21)                                  | Kayla McAlister                                      |
| 2013-2014 | 5                                                    | Emilee Cherry (195)                                  | Emilee Cherry (33)                                   | Emilee Cherry                                        |
| 2014-2015 | 6                                                    | Portia Woodman (?)                                   | Portia Woodman (52)                                  | Portia Woodman                                       |
| 2015-2016 | 5                                                    | Ghislaine Landry (158)                               | Portia Woodman (24)                                  | Charlotte Caslick                                    |
| 2016-2017 | 6                                                    | Ghislaine Landry (269)                               | Michaela Blyde (40)                                  | Michaela Blyde                                       |
| 2017-2018 | 5                                                    | Portia Woodman (215)                                 | Portia Woodman (43)                                  | Michaela Blyde                                       |
| 2018-2019 | 5                                                    | Tyla Nathan-Wong (207)                               | Amee-Leigh Murphy Crowe (35)                         | Ruby Tui                                             |
| 2019-2020 | 5                                                    | Alev Kelter (171)                                    | Stacey Fluhler (31)                                  | Pas de récompense                                    |
| 2020-2021 | Édition annulée en raison de la pandémie de Covid-19 | Édition annulée en raison de la pandémie de Covid-19 | Édition annulée en raison de la pandémie de Covid-19 | Édition annulée en raison de la pandémie de Covid-19 |
| 2021-2022 | 6                                                    | Jade Ulutule (226)                                   | Amee-Leigh Murphy Crowe (36)                         | Charlotte Caslick                                    |

## Statistiques

### Meilleures marqueuses
Au 9 février 2023, les statistiques sur les meilleures marqueuses de tous les temps sont les suivantes  :
| Rang | Joueuse                 | Équipe           | Essais |
| ---- | ----------------------- | ---------------- | ------ |
| 1    | Portia Woodman          | Nouvelle-Zélande | 213    |
| 2    | Michaela Blyde          | Nouvelle-Zélande | 182    |
| 3    | Bianca Farella          | Canada           | 165    |
| 4    | Amee-Leigh Murphy Crowe | Irlande          | 152    |
| 5    | Charlotte Caslick       | Australie        | 143    |
| 6    | Ghislaine Landry        | Canada           | 143    |
| 7    | Ellia Green             | Australie        | 141    |
| 8    | Emilee Cherry           | Australie        | 131    |
| 9    | Emma Tonegato           | Australie        | 125    |
| 10   | Baizat Khamidova        | Russie           | 120    |

### Meilleures réalisatrices
Au 9 février 2023, les statistiques sur les meilleures réalisatrices de tous les temps sont les suivantes  :
| Rang | Joueuse                 | Équipe           | Points |
| ---- | ----------------------- | ---------------- | ------ |
| 1    | Ghislaine Landry        | Canada           | 1356   |
| 2    | Tyla Nathan-Wong        | Nouvelle-Zélande | 1179   |
| 3    | Portia Woodman          | Nouvelle-Zélande | 1065   |
| 4    | Michaela Blyde          | Nouvelle-Zélande | 910    |
| 5    | Alev Kelter             | États-Unis       | 825    |
| 6    | Bianca Farella          | Canada           | 825    |
| 7    | Amee-Leigh Murphy Crowe | Irlande          | 760    |
| 8    | Ellia Green             | Australie        | 739    |
| 9    | Emilee Cherry           | Australie        | 719    |
| 10   | Charlotte Caslick       | Australie        | 717    |